# Trollenäs kyrka
Trollenäs kyrka är en kyrkobyggnad som tillhör Östra Onsjö församling i Lunds stift. Kyrkan ligger i Trollenäs bredvid Trollenäs slott fem kilometer väster om Eslöv.

## Kyrkobyggnaden
Nuvarande stenkyrka uppfördes 1861 som gemensam församlingskyrka för Näs och Gullarp. Gullarps kyrka revs vid mitten av 1850-talet medan Näs kyrka bevarades förutom tornet. Trollenäs kyrka uppfördes av friherre Nils Trolle efter ritningar av den danske arkitekten Jens Juel Eckersberg. En utvändig renovering genomfördes 1992 då all puts på tornet, långhusets västra kortvägg samt norra långväggen knackades bort. Murverket visade sig bestå av valda gråstenar samt enstaka sandstenar.
Kyrkan består av ett rektangulärt långhus med torn och huvudingång i väster. Vid långhusets östra kortsida finns en rektangulär utbyggnad som innehåller koret, omgivet av en sakristia. I norr finns en loge för slottsherren.

## Inventarier
- Altarprydnad är en kopia av Thorvaldsens Kristus.
- En kormatta är gjord av Hillevi Nilsson.

## Orgeln
- 1812 byggde Pehr Strand, Stockholm en orgel.
- 1861 byggde Sven Fogelberg i Lund en orgel med 13 stämmor.
- Den nuvarande orgeln är byggd 1958 av Frederiksborgs orgelbyggeri i Danmark och fasaden är från 1861 års orgel. Orgeln är mekanisk och har följande disposition:

| Huvudverk I   | Svällverk II      | Pedal       | Koppel |
| Principal 8’  | Gedackt 8’        | Subbas 16’  | I/P    |
| Rörflöjt 8’   | Rörflöjt 4’       | Borduna 8’  | II/P   |
| Oktava 4’     | Principal 2’      | Oktavbas 4’ | II/I   |
| Kvinta 2 2⁄3’ | Kvinta 1 1⁄3’     | Dulcian 16’ |        |
| Mixtur 4 chor | Scharf 2 chor     |             |        |
|               | Skalmeja 8’       |             |        |
|               | Crescendosvällare |             |        |

### Webbkällor
- ”Trollenäs kyrka”. Svenska Kyrkan. Arkiverad från originalet den 18 april 2013. https://archive.is/20130418162742/http://www.svenskakyrkan.se/default.aspx?id=645330. Läst 7 juli 2012.
- Trollenäs kyrka - utvändig renovering
- Wikimedia Commons har media som rör Trollenäs kyrka.